# The Yorkshire Post

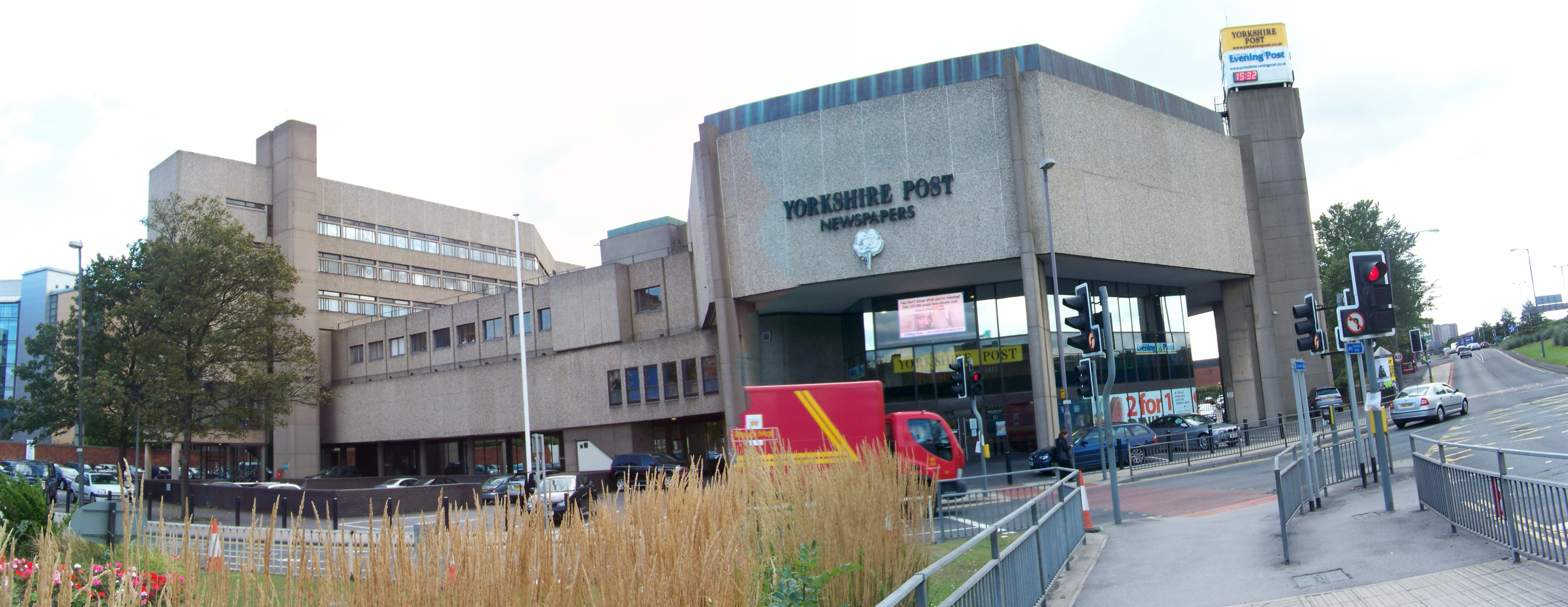
Le siège du journal en 2009.

The Yorkshire Post (MEN) est un quotidien d'information britannique, publié à Leeds, dans le West Yorkshire, en Angleterre par le Yorkshire Post Newspapers, une entreprise détenue par le groupe JPIMedia. Fondée en 1754 comme le Leeds Intelligencer il prend son nom actuel en 1866.